# Good Hope (Kalifornija)
Good Hope je naseljeno područje za statističke svrhe u američkoj saveznoj državi Kalifornija. Prema popisu stanovništva iz 2010. u njemu je živjelo 9.192 stanovnika.